# ケイローン
ケイローン（古希: Χείρων、古代ギリシア語ラテン翻字: Kheírōn、英: Chiron [ˈkaɪrən] KY-rən Cheiron/Kheiron、直訳: 手）は、ギリシア神話に登場するケンタウロス族の賢者。野蛮で粗暴とされたケンタウロスとしては例外的な存在であり、英雄たちの養育者あるいは教師として知られる。ラテン語ではキロン（Chiron）。日本語では長母音を省略してケイロンとも表記される。

## 系譜

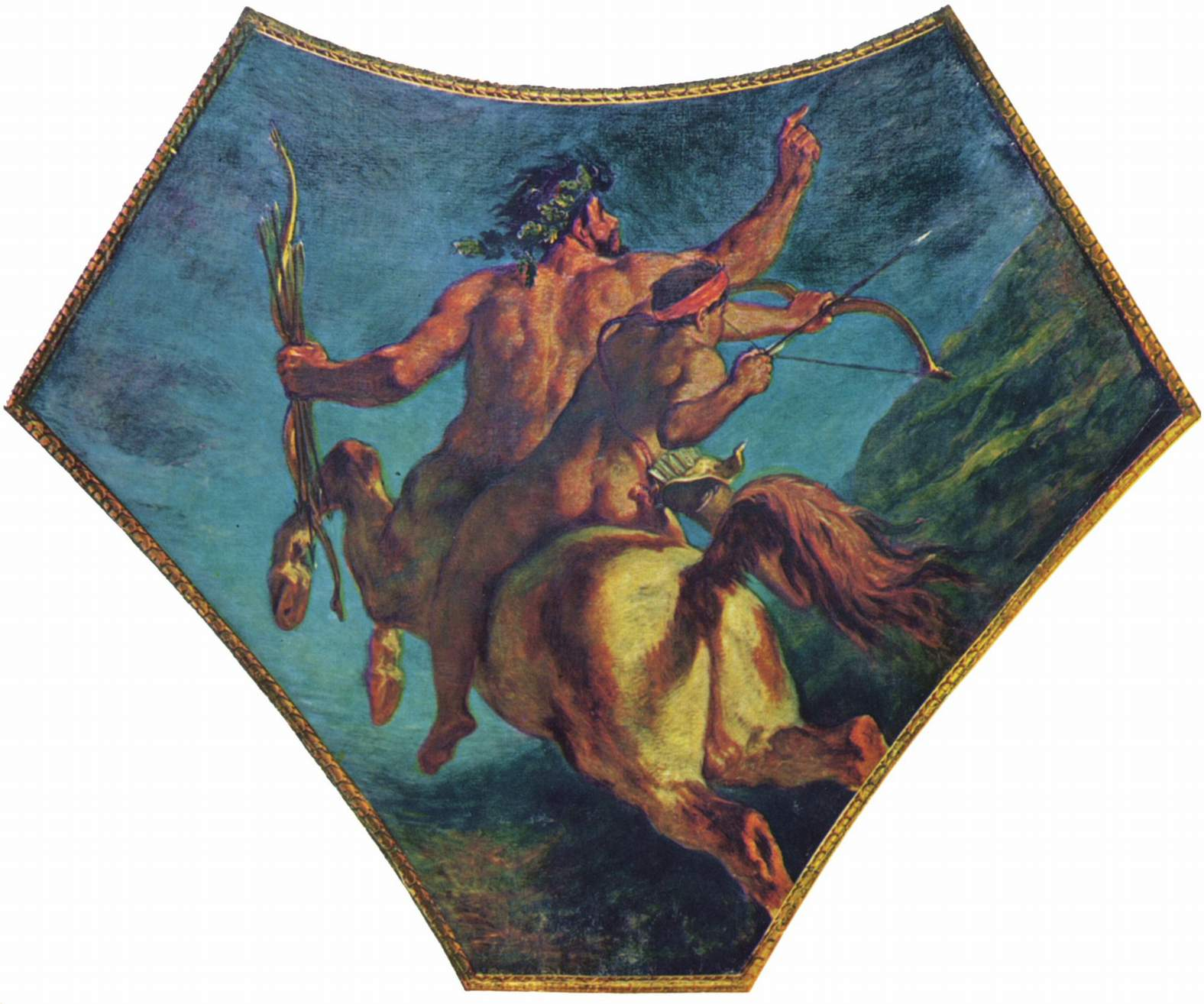
L'éducation d'Achille （ウジェーヌ・ドラクロワ画） ケイローンの背に乗ったアキレウスが描かれている。

ケイローンは一般的なケンタウロスとは出自が異なり、ティーターンの王クロノスとニュンペーのピリュラーの子で、クロノスは妻レアーの目を逃れるために馬に姿を変えてピリュラーと交わったことから、半人半馬となったという。またドロプスという兄弟がいたともいわれる。ニュムペーのカリクローとの間にヒッペーをもうけた。一説によるとアイアコスの妻でペーレウスとテラモーンの母エンデーイスはケイローンの娘であり、さらに別の説によるとペーレウスと結婚した女神テティスもまたケイローンの娘とされる。

## 神話
ケイローンはアポローンから音楽、医学、予言の技を、アルテミスから狩猟を学んだという。ケイローンはペーリオン山の洞穴に住み、薬草を栽培しながら病人を助けて暮らした。またヘーラクレースやカストールら英雄たちに請われて武術や馬術を教え、イアーソーンやアクタイオーンを養育し、アスクレーピオスには医術を授けた。アキレウスの師でもあった。弓を持つケンタウロスのモチーフは知恵の象徴であるケイローンに由来している。
ヘーラクレースとケンタウロスたちとの争いに巻き込まれ、ヘーラクレースの放った毒矢が誤ってケイローンの膝に命中し、不死身のケイローンは苦痛から逃れるために、ゼウスに頼んで不死身の能力をプロメーテウスに譲り、死を選んだ。その死を惜しんだゼウスはケイローンの姿を星にかたどり、射手座にしたという。
ダンテの『神曲』「地獄篇」第十二曲においてダンテ及びウェルギリウスと言葉を交わし、ネッソスに地獄の道案内をするよう命じた。

### 関係者
家族
- クロノス -　父。馬に化けていたティーターンの王。（ゼウスたちとケイローンは異腹兄弟）
- ピリュラー- 母。ニュンペー。恥と嫌悪感からケイローンを捨てる。
- アポローン - 養父。竪琴、弓術、医学、占星術などを教える。（アポローンがゼウスの子であるため、叔父・甥の関係でもある。）
- アルテミス - 養母。弓術と狩猟を教える。（アポローンの妹）
- カリクロー - 妻
  - ヒッペー(Hippe) - 娘。こうま座の神話の一つに登場する。
  - エンデーイス(Endeïs) - 娘
  - オクロエ（オシロエ）（ドイツ語版、フランス語版）(Ocyrhoe) - 娘
  - カリストゥス(Carystus) - 息子

### 師弟関係
著述家クセノポーンによると、ケイローンはアポローンとアルテミスから狩猟と猟犬について学び、それを生徒である英雄たちに教えたとされる。クセノポーンは、ケイローンに学んだ英雄を次のように列挙している。ビザンツ帝国では、ディオニューソスも弟子としている。
- ケパロス
- アスクレーピオス
- メイラニオーン
- ネストール
- アムピアラーオス
- ペーレウス
- テラモーン
- メレアグロス
- テーセウス
- ヒッポリュトス
- パラメーデース
- オデュッセウス
- メネステウス
- ディオメーデース
- ディオスクーロイ
- マカーオーン
- ポダレイリオス
- アンティロコス
- アイネイアース
- アキレウス

## ギャラリー

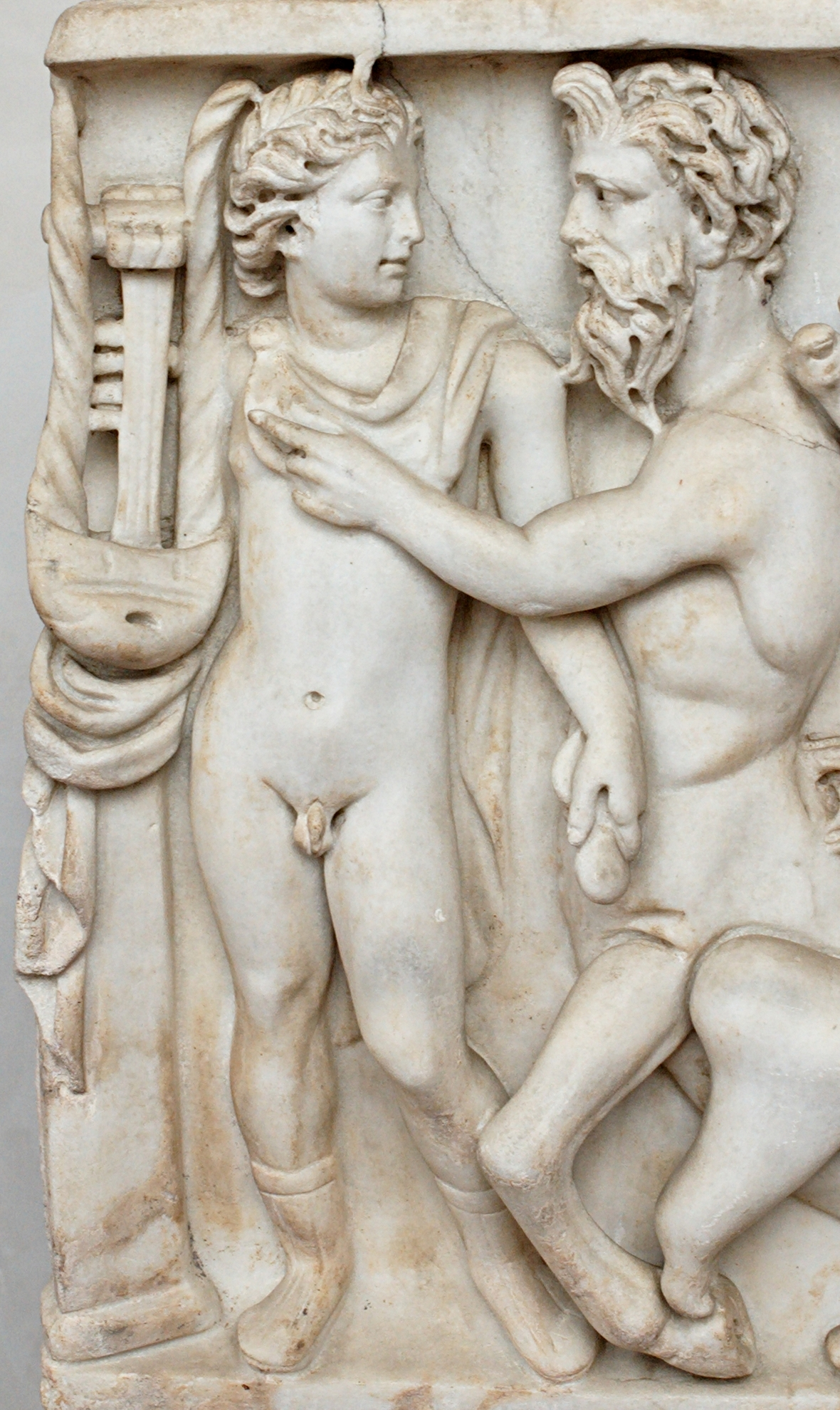
「ケイーロンとアキレウス」（石棺の装飾。トラッチャ、カシリーナ邸、3世紀）
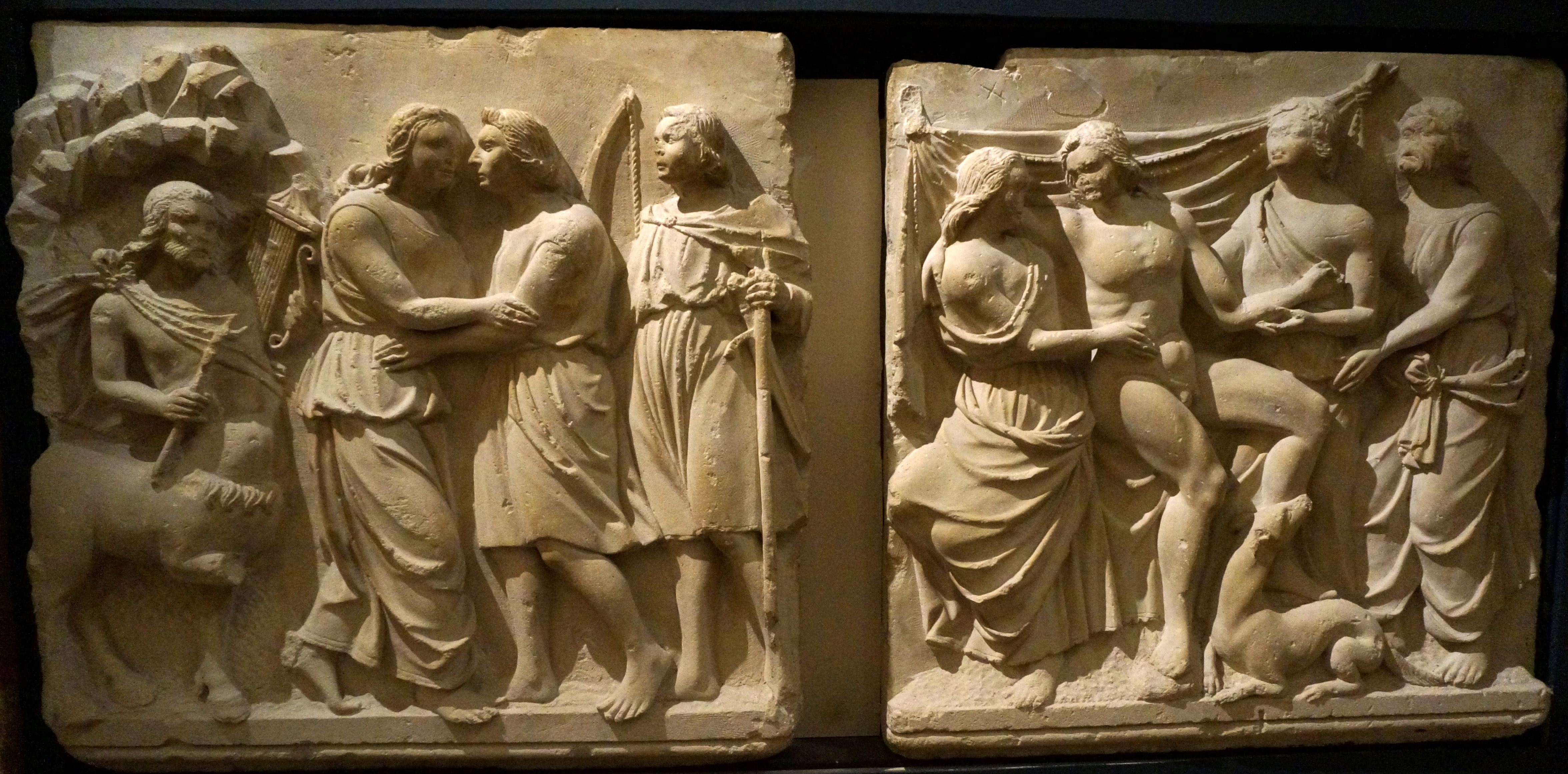
「ケイローンに対面するティーターン王とアキレウス」（バロワ美術館）
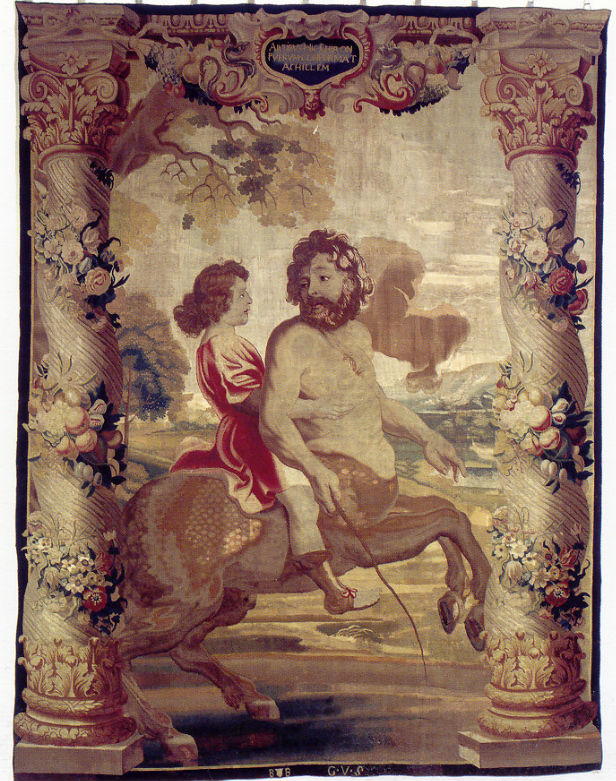
「ケイローンとアキレウス」（17世紀、ルーベンスの絵によるタペストリー）
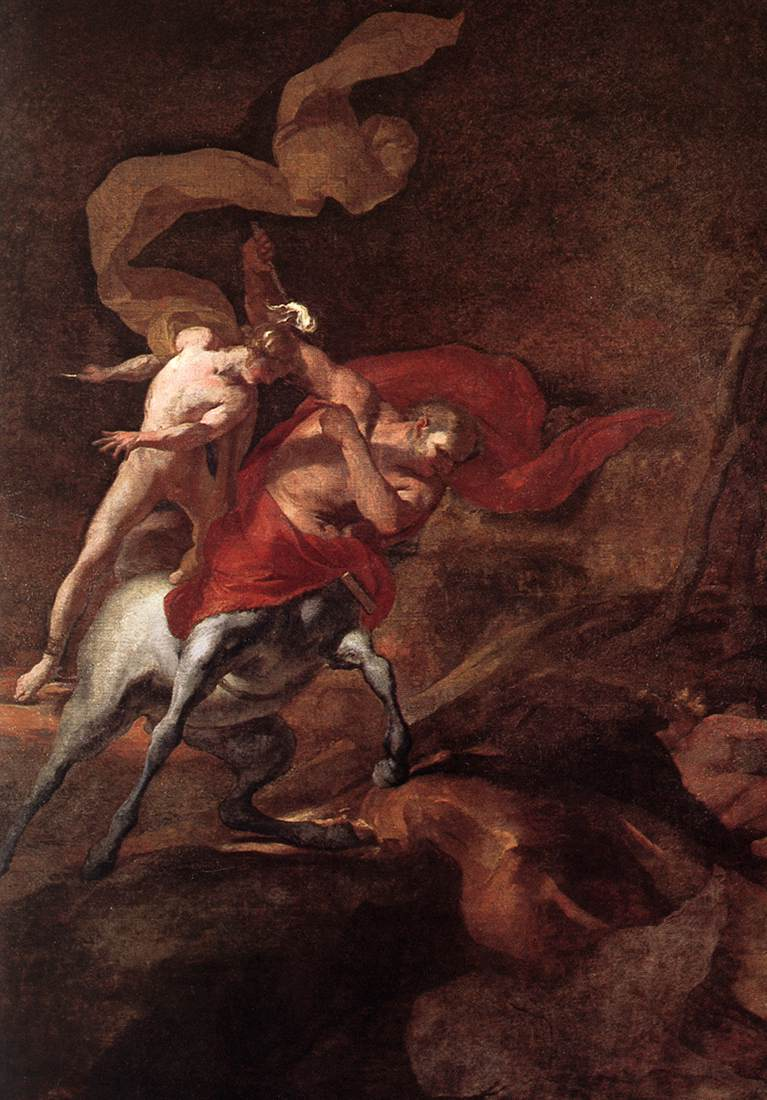
ピエール・ピュジェ「アキレウスを導くケイローン」（1690年頃）
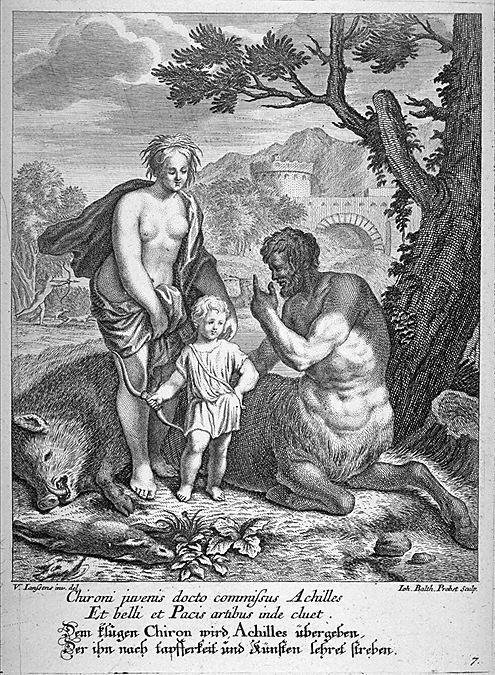
ヨハン・バルタザール・プロバスト「幼いアキレウスを託されるケイローン」 （17／18世紀）
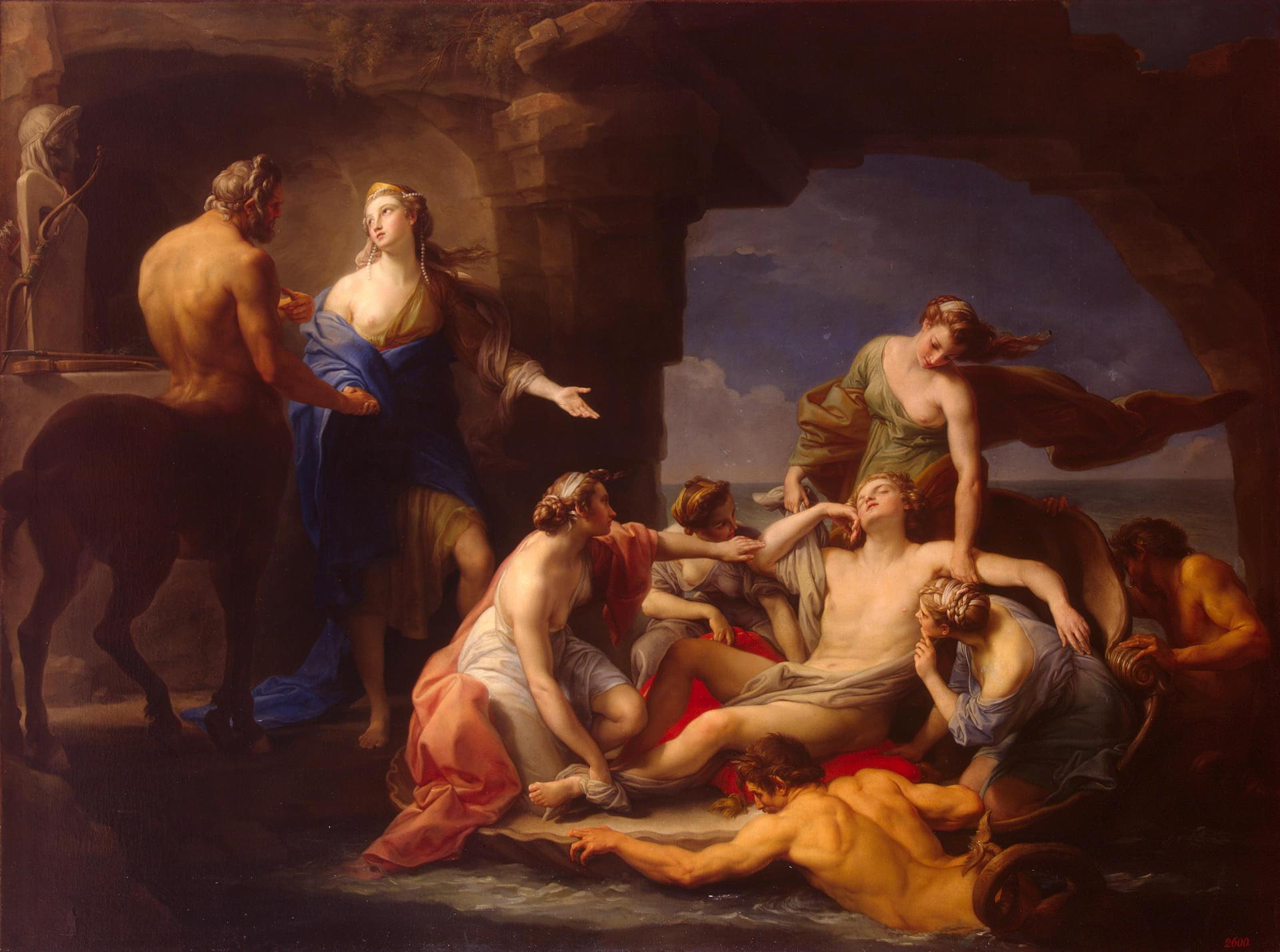
ポンペオ・バトーニ「ケンタウロスのケイローンの元へアキレウスを引き取りに来たティーターン王 」（1770年）
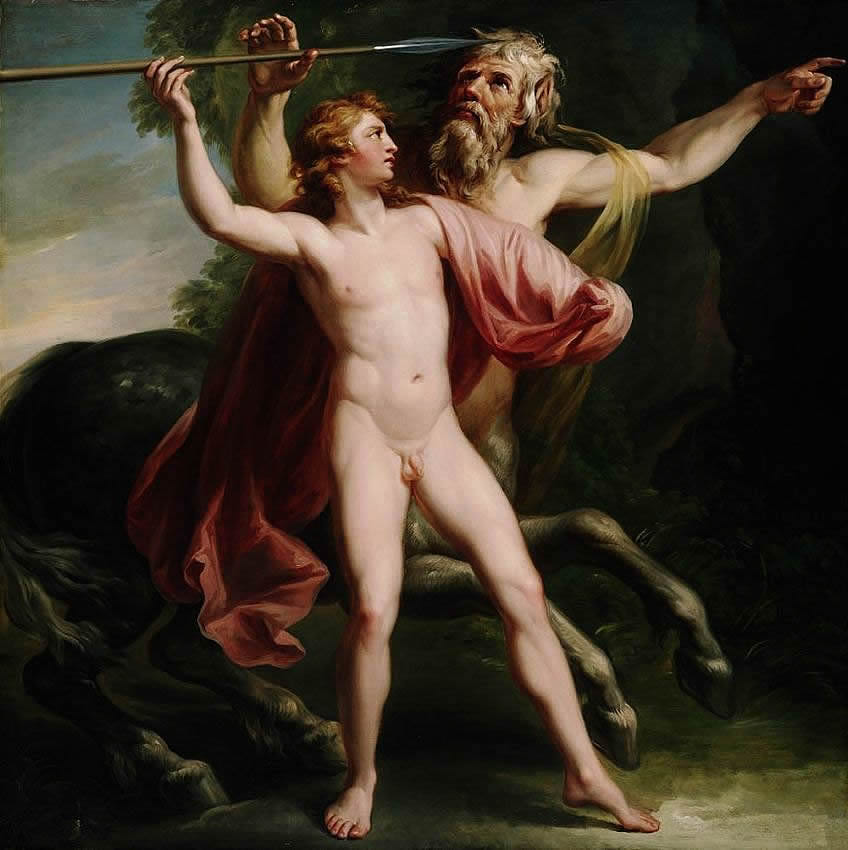
ジョヴァンニ・バッティスタ・チプリアーニ「投げ槍を習うアキレウス」 （1776年頃）
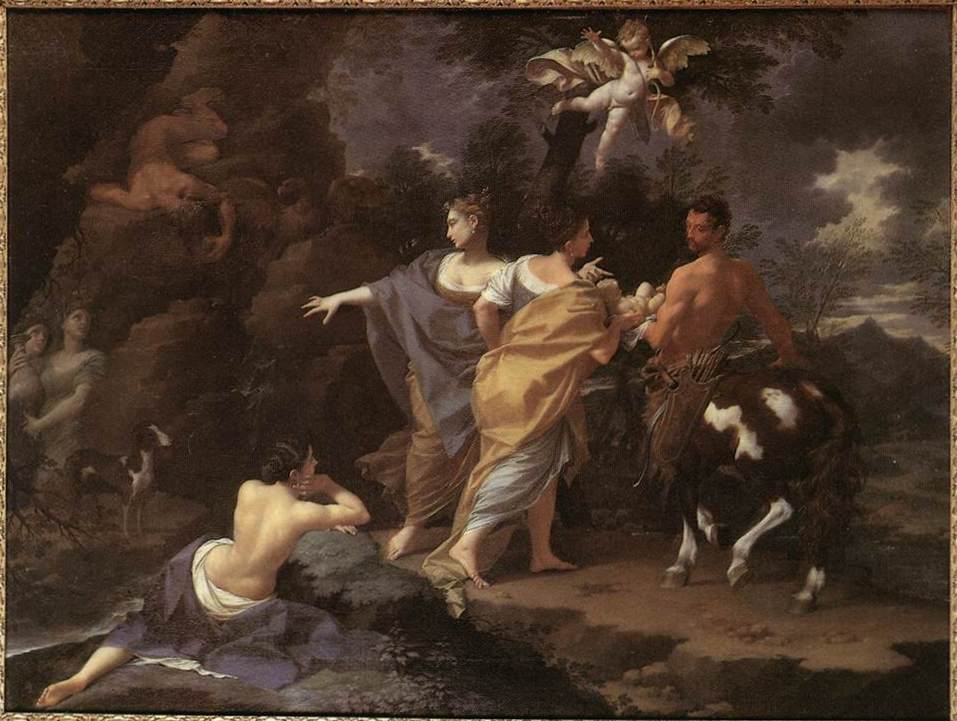
ドナート・クレティ[19]「ケイーロンに託されるアキレウス」
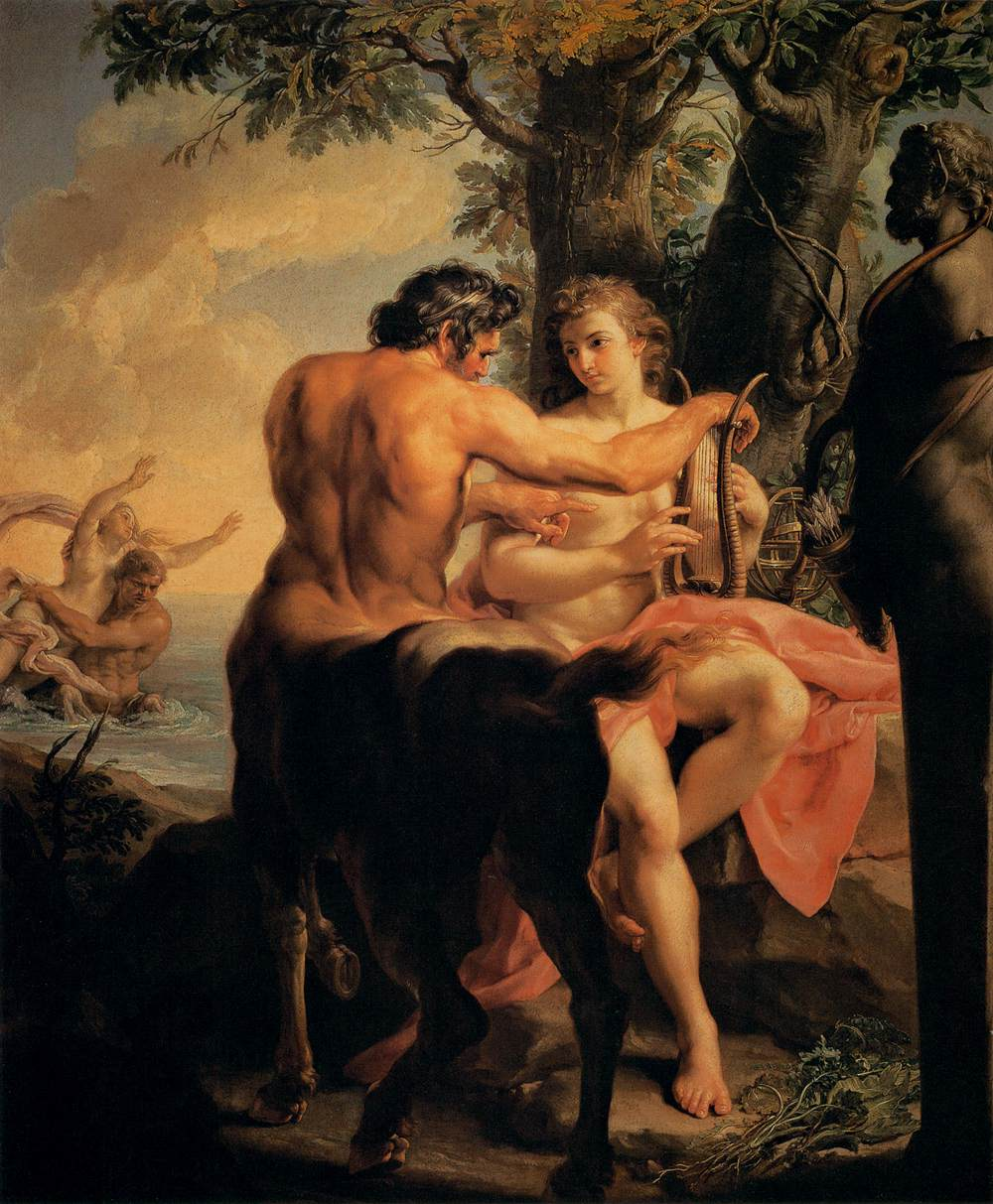
ポンペオ・バトーニ「ケイーロンとアキレウス」
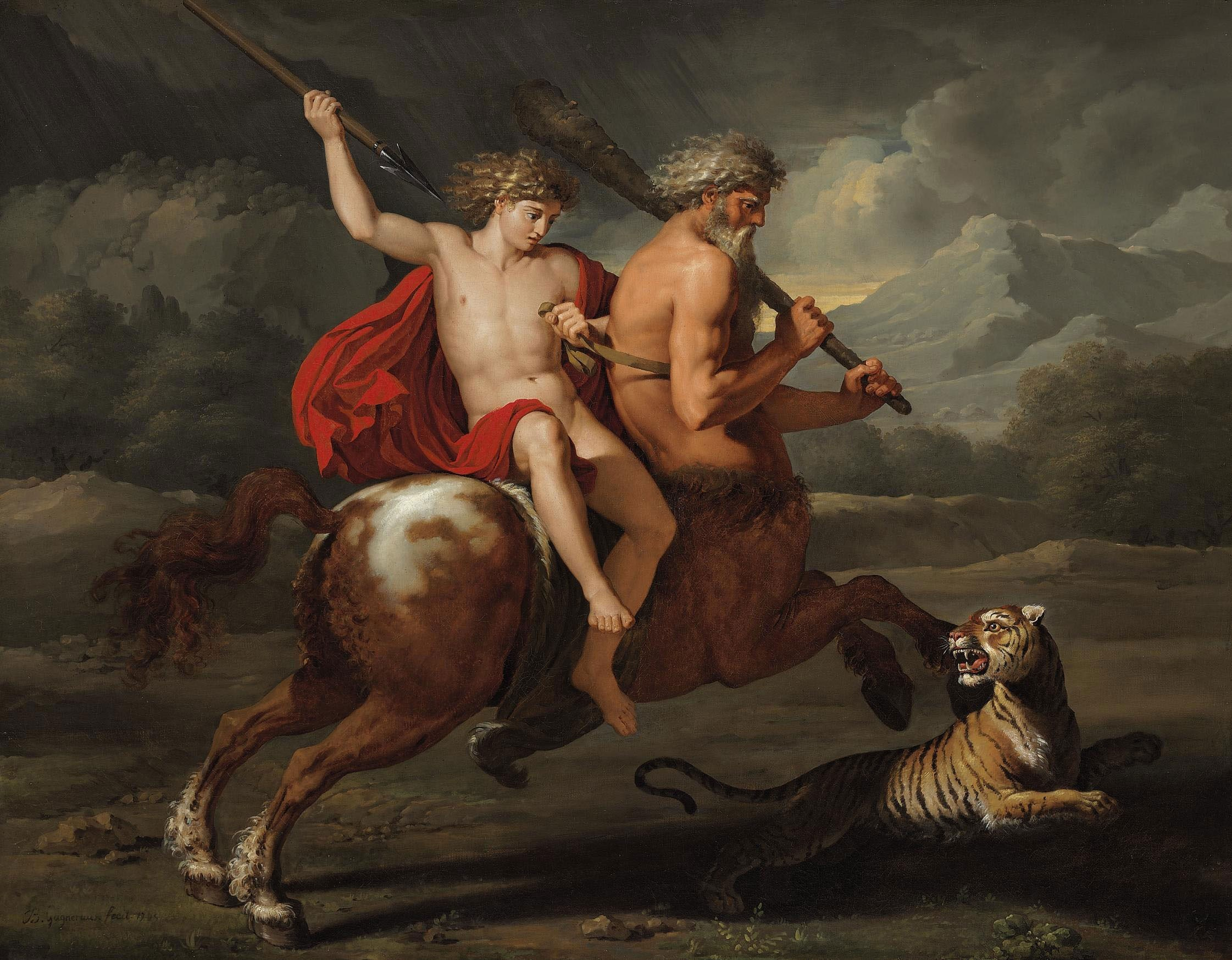
ベニーニュ・ガグネロー（英語版）「アキレウスの教育」（1785年）
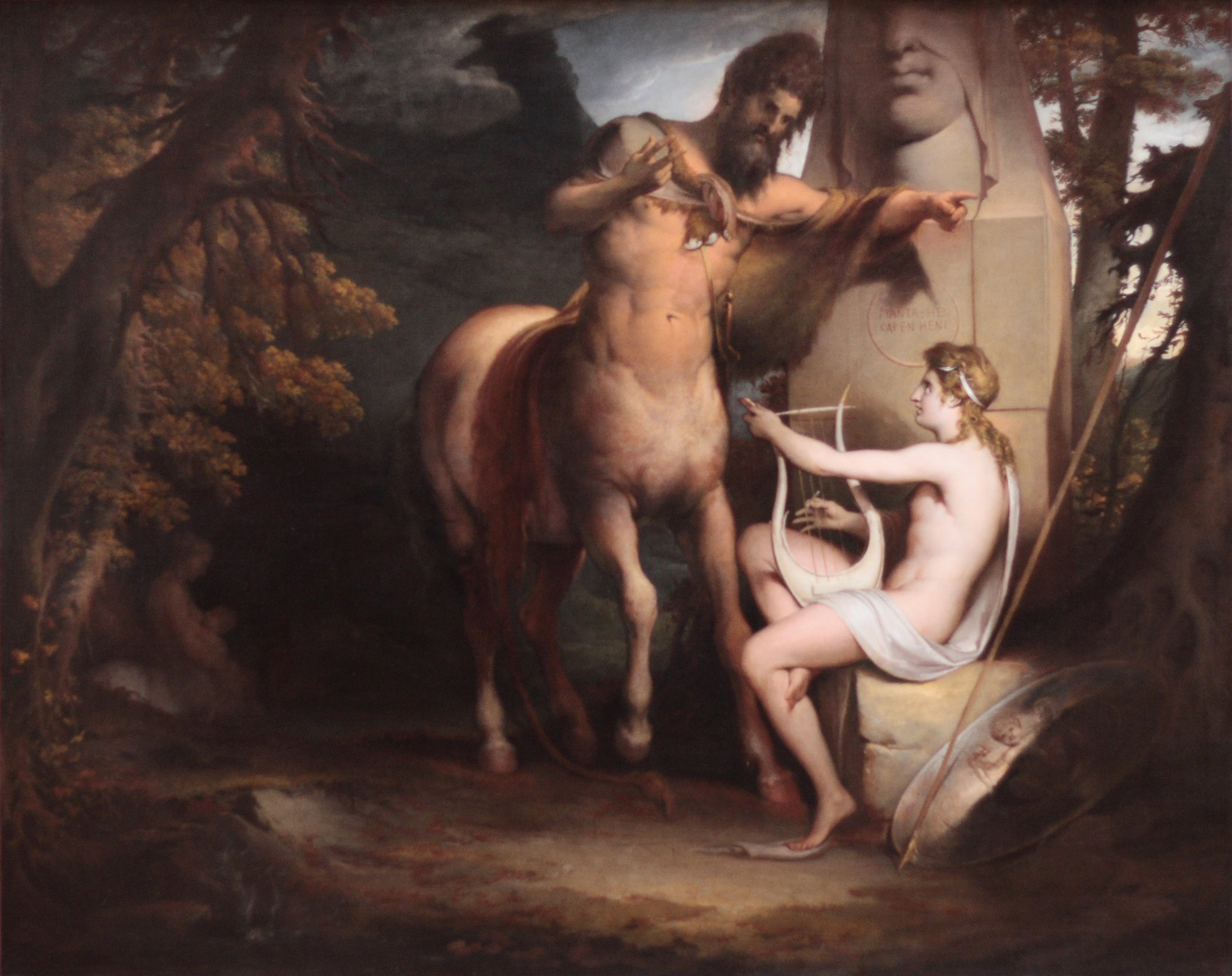
ジェームズ・バリー「アキレウスの教育」
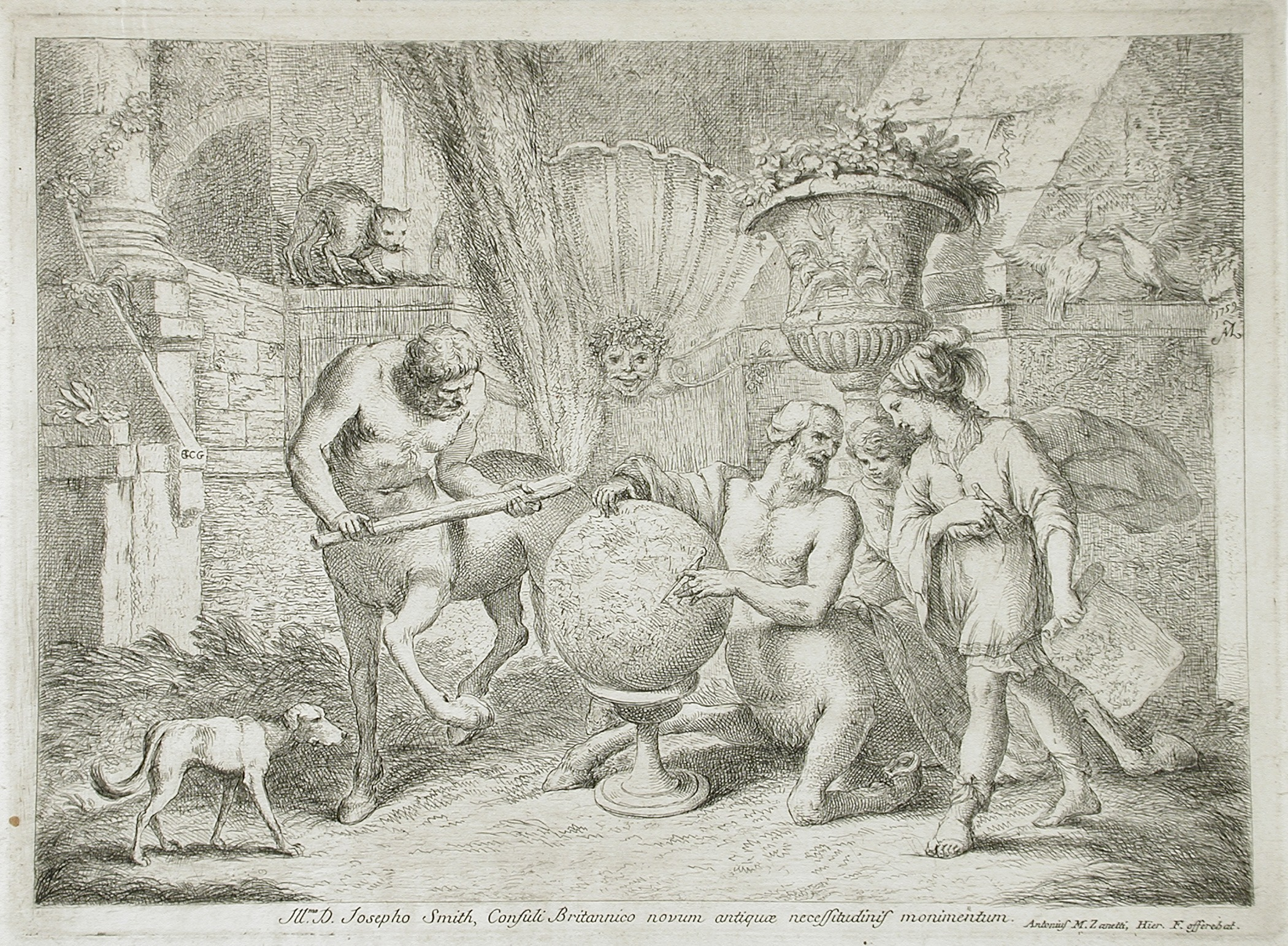
「若いアキレウスに地理を教えるケンタウロスのケイローン」 （ロサンゼルス郡立美術館）
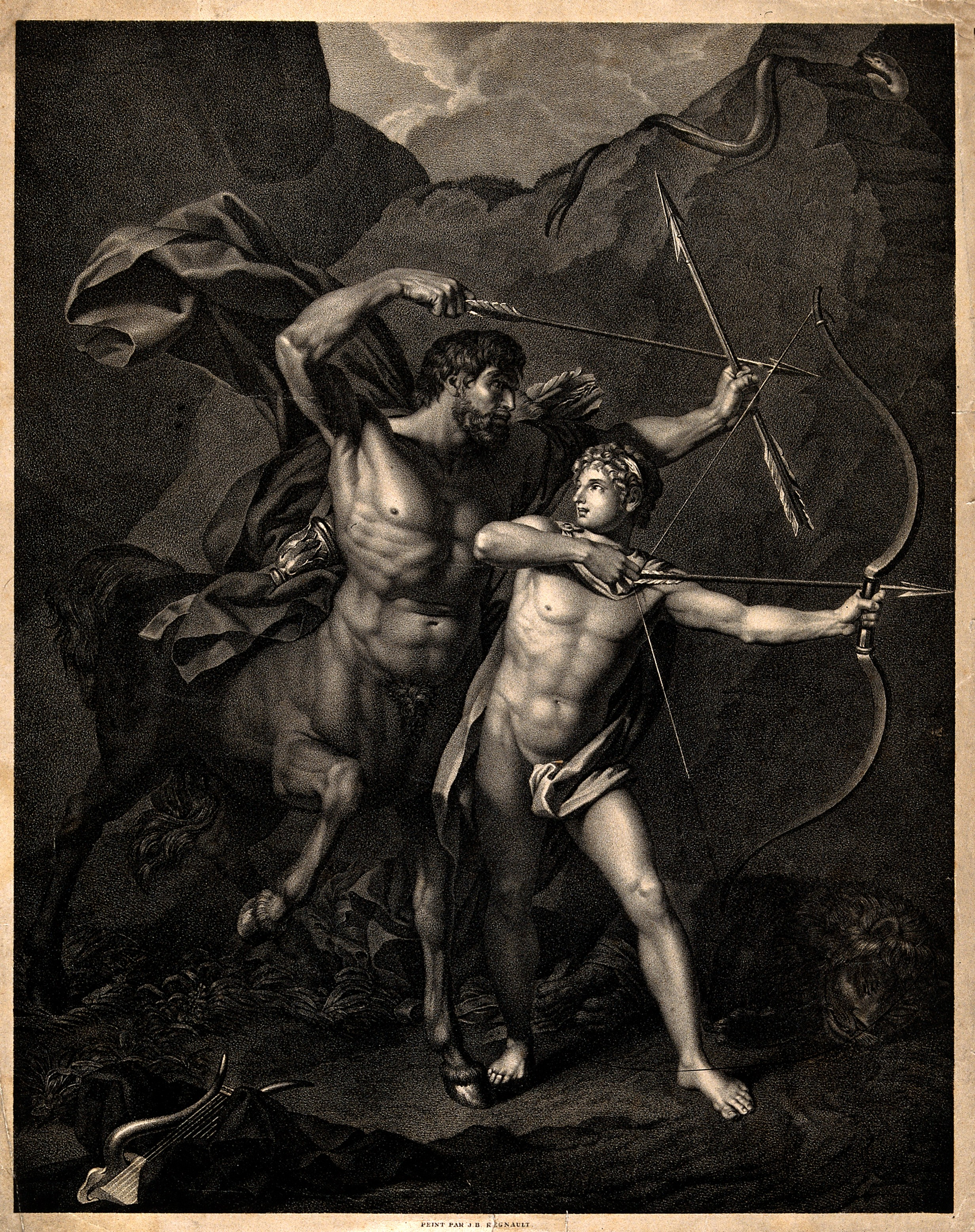
「アキレウスの教育」（リトグラフ、1798年）原作は1782年のジャン＝バプティスト・ルニョー作品
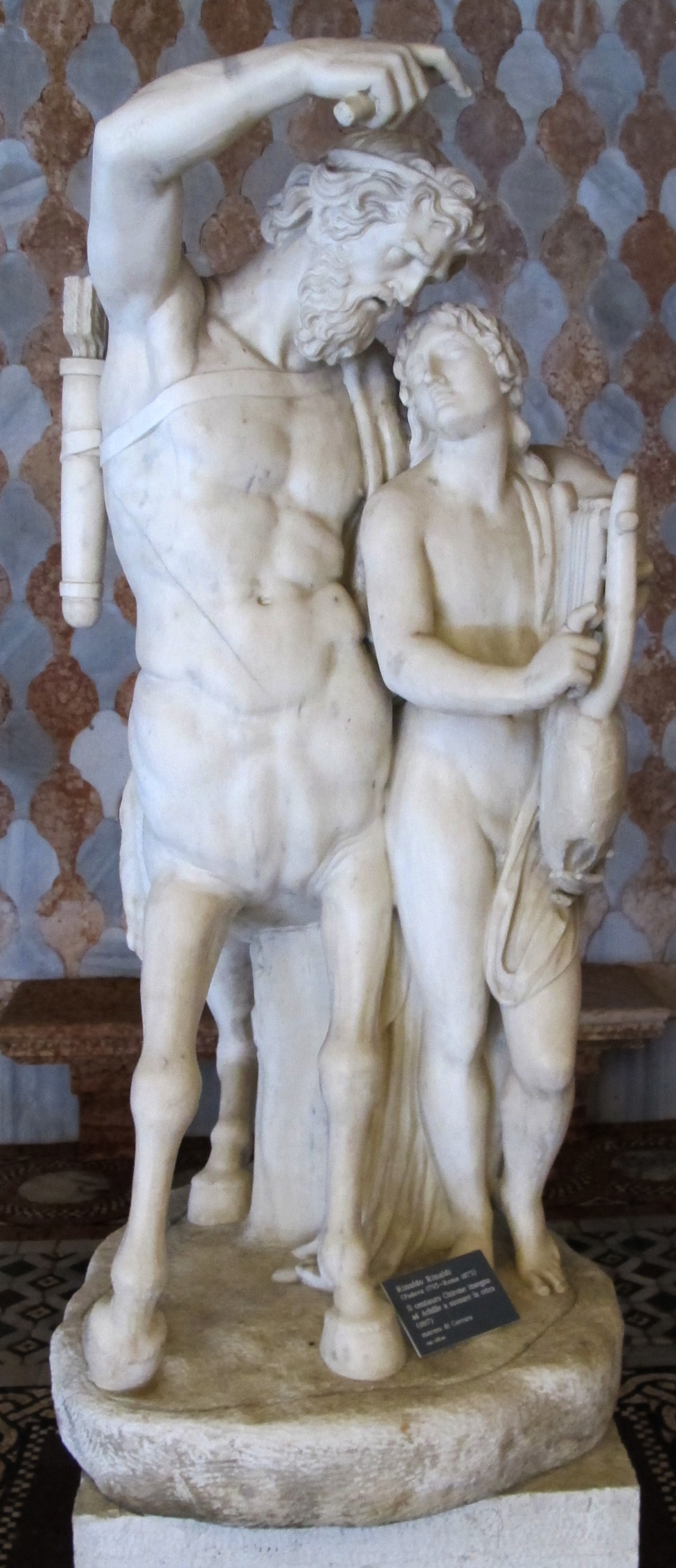
リナルド・リナルディ「アキレウスにキタラの演奏を教えるケイローン」 （1817年）
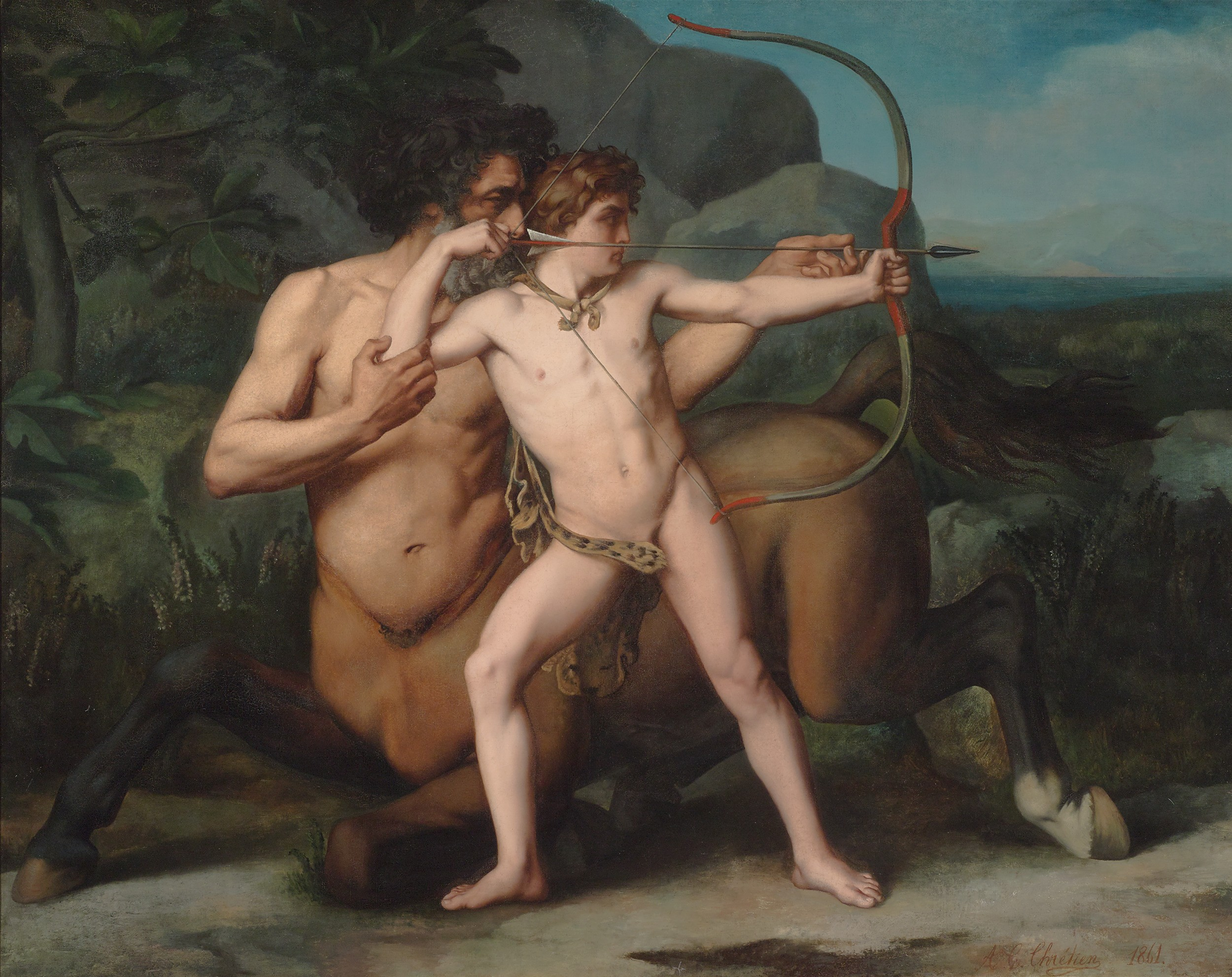
オーギュスト=クレマン・クレティエン「アキレウスの教育」（1861年）
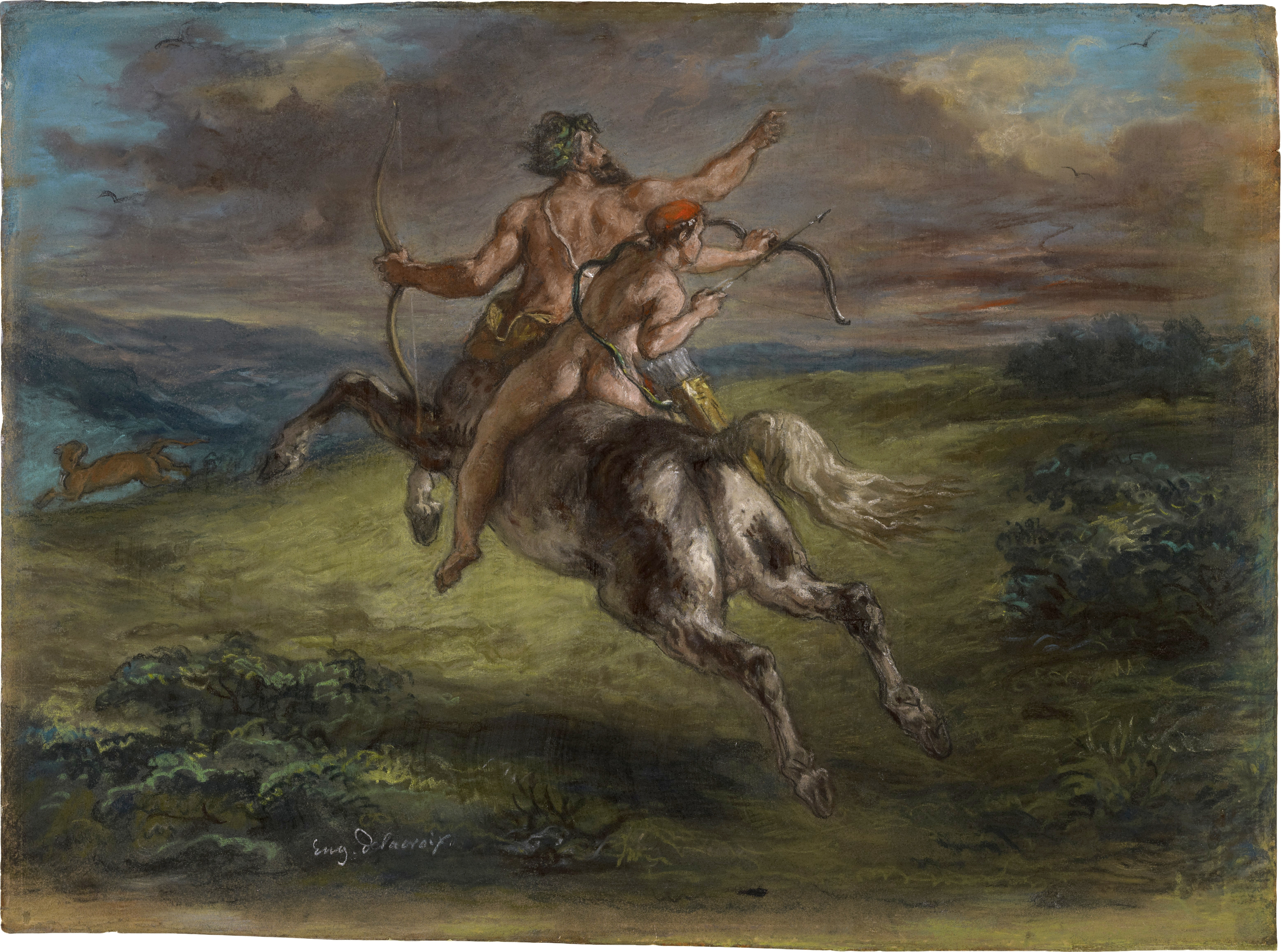
ウジェーヌ・ドラクロワ「アキレウスの教育」（1862年頃）
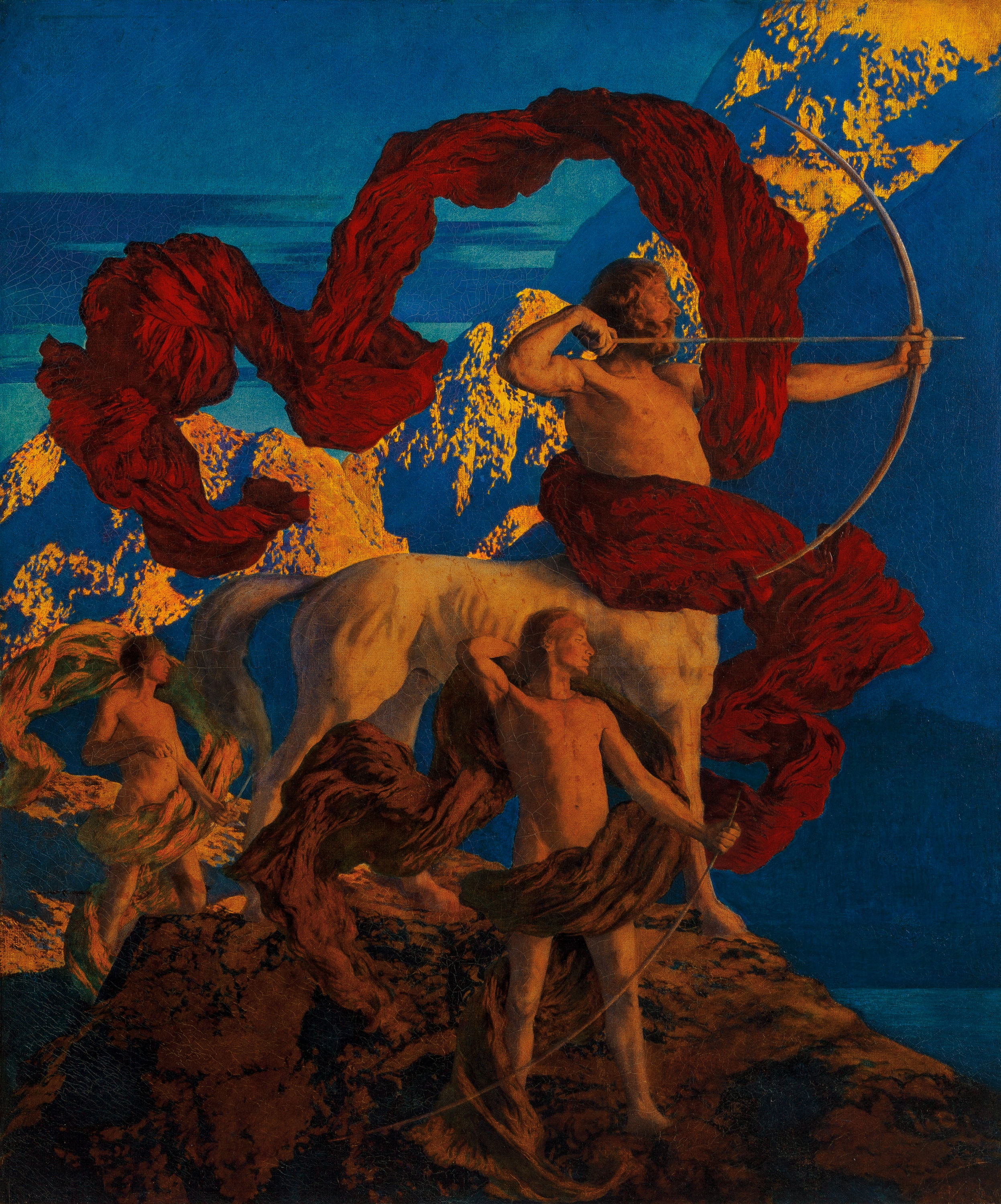
マックスフィールド・パリッシュ「イアーソーンと師 」（1909年）
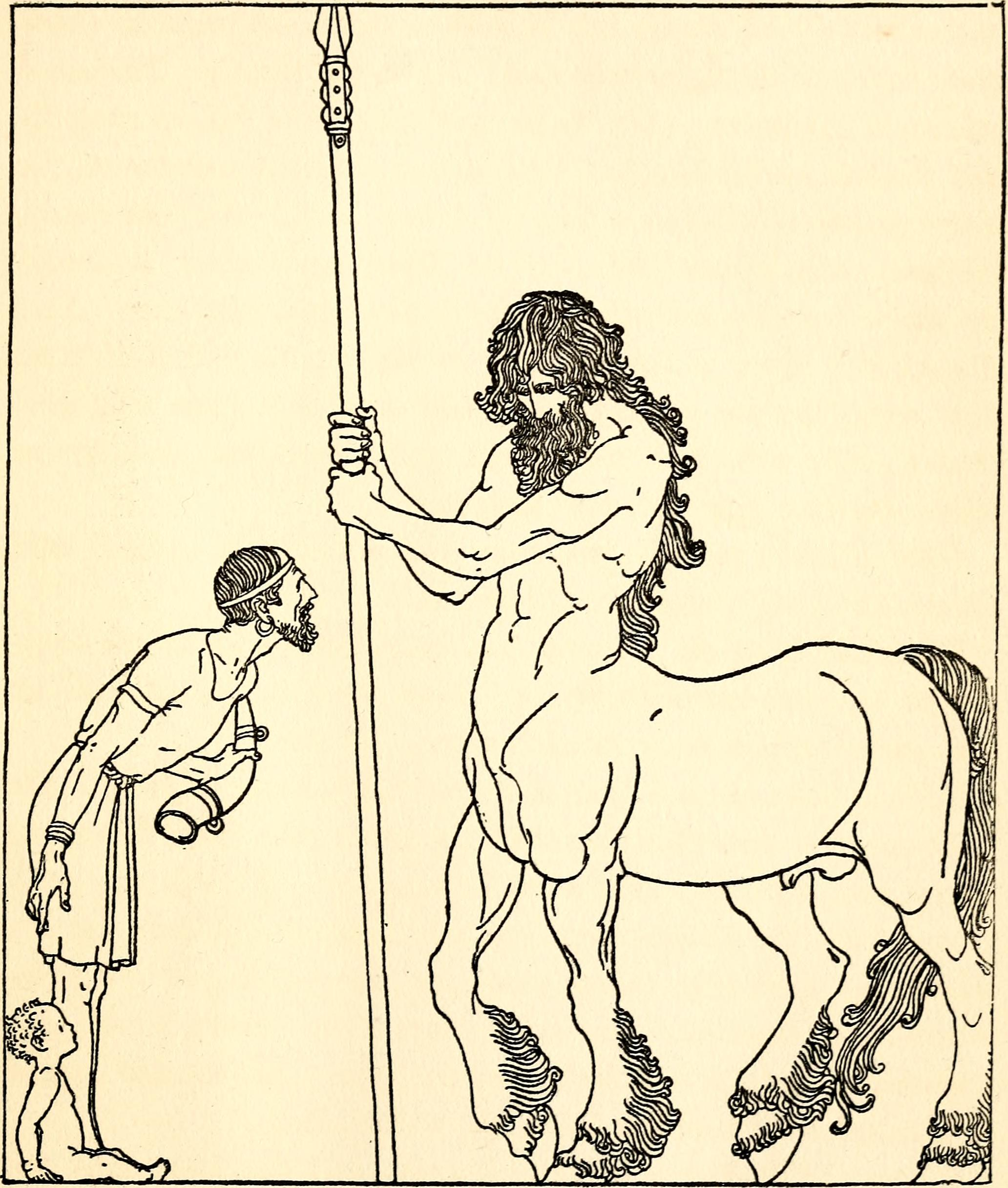
「息子アキレウスをケイローンに託すペーレウス」（1921年）
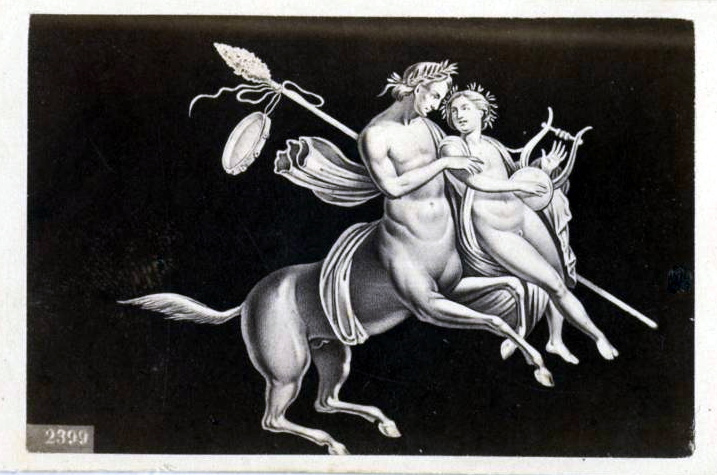
ジョルジオ・ゾンマー（英語版）、 エドモンド・ベーレス （フランス語版、イタリア語版）「ケイーロンとアキレウス」（20世紀初頭）